# Kanton Calvisson
Calvisson is een kanton van het Franse departement Gard. Het kanton maakt deel uit van de arrondissementen Nîmes (27) en Le Vigan (1). In 2021 telde het 36.991 inwoners.

Het kanton werd gevormd ingevolge het decreet van 24 februari 2014 , met uitwerking op 22 maart 2015, met Calvisson als hoofdplaats.

## Gemeenten
Het kanton omvat volgende gemeenten:
- Aspères
- Aujargues
- Boissières
- Cannes-et-Clairan
- Combas
- Congénies
- Crespian
- Fons
- Fontanès
- Gajan
- Junas
- Lecques
- Montignargues
- Montmirat
- Montpezat
- Nages-et-Solorgues
- Parignargues
- La Rouvière
- Saint-Bauzély
- Saint-Clément
- Saint-Geniès-de-Malgoirès
- Saint-Mamert-du-Gard
- Salinelles
- Sauzet
- Sommières
- Souvignargues
- Villevieille